# Igreja Presbiteriana Unida de São Paulo
Para outras igrejas locais e denominações com nomes semelhantes, veja a desambiguação em Igreja Presbiteriana Unida.
A Igreja Presbiteriana Unida de São Paulo (IPUSP) é uma igreja federada a Igreja Presbiteriana do Brasil (IPB), sob jurisdição do Presbitério Unido e Sínodo Unido.
A igreja é conhecida por sediar eventos de grande proporção e por sua atividade musical.
Em 2023, foi também a 14ª igreja federada a IPB com maior arrecadação, conforme o relatório da Tesouraria do Supremo Concílio da Igreja Presbiteriana do Brasil, estando assim entre as maiores igrejas da denominação.

## História

### Antecedentes
A Primeira Igreja Presbiteriana de São Paulo (hoje Primeira Igreja Presbiteriana Independente de São Paulo) foi fundada em 05 de março de 1865 pelo Rev.Alexander L. Blackford, á epoca na Rua Nova de São João, nº1, atual Rua Líbero de Badaró.
Em 1870 os missionários presbiterianos Mary Annesley e Rev.George Whitehill Chamberlain fundaram uma escola, que se tornaria posteriormente o Instituto Presbiteriano Mackenzie.
Já em 18 de outubro de 1893 foi organizada a Segunda Igreja Presbiteriana de São Paulo, pelos Revs. William Alfred Waddell e F.J.Perkins, a partir da fusão das congregações da Luz e da Liberdade, na Rua São João, esquina com a Rua Ipiranga, com fundos para a Rua Vinte e Quatro de Maio.
Em 22 de outubro de 1899, foi organizada, pelo Rev. Waddell, a Igreja Presbiteriana Filadélfia, à Alameda dos Bambus, nº 4.

### Fusão de igrejas e desenvolvimento
Em 26 de agosto de 1900 a Segunda Igreja Presbiteriana de São Paulo e Igreja Presbiteriana Filadélfia uniram-se em uma nova igreja, que adotou o nome Igreja Presbiteriana Unida de São Paulo (IPUSP), com 116 membros.
No mesmo ano, em 14 de outubro, foi organizada a primeira igreja-filha da IPUSP, a Igreja Presbiteriana de Juquiá. Nos seguintes outras igrejas-filhas foram organizadas, como a Igreja Presbiteriana do Brás em 1902 e Igreja Presbiteriana de Atibaia em 1903.
Em 1902 a igreja iniciou o trabalho evangelístico no distrito de Pinheiros que deu origem a Igreja Presbiteriana de Pinheiros.
Em 1905 a igreja construiu seu novo edifício. Na época já contava com 260 membros. Em 1913 o Rev. Mattathias Gomes dos Santos organizou coral da igreja.
Em 01 de maio de 1920 a igreja iniciou a construção do edifício atual. No ano de 1930 a igreja adquiriu um órgão eletrônico Hammond e em 1979 a IPUSP recebeu doação de uma piano de calda e em 1994 a igreja recebeu doação de órgão de tubos Moeller Opus 5812, da Igreja Episcopal São Paulo de Salém, Virginia, EUA.
No dia 16 de setembro de 1984  IPUSP deu início a congregação que se tornaria a Igreja Presbiteriana em Alphaville.

### Atualidades
Em 2000 a igreja já tinha 800 membros, sendo igreja ancestral de pelo menos 57 igrejas organizadas, cujo centenário foi comemorado na Universidade Presbiteriana Mackenzie.
Em 2020, a IPUSP também é responsável pela manutenção de missionários presbiterianos no Senegal, África do Sul, Albânia, Romênia, Panamá e Minas Gerais.

## Eventos
A IPUSP é conhecida por sediar eventos de grande proporção. Em 2018 a Associação Evangélica Beneficente realizou o 1º Encontro Igreja e Voluntariado no centro de São Paulo.

## Missões
A IPUSP tem enviado missionários para África do Sul, Albânia, Austrália, Índia, Panamá, Romênia e Senegal.

## Igrejas-Filhas
Segundo o sítio virtual da IPUSP, são frutos do trabalho Evangelístico as seguintes igrejas locais:
1. Juquiá (1903);
2. Atibaia (1903);
3. Igreja Presbiteriana de Pinheiros (1906);
4. Brás (1914);
5. Igreja Presbiteriana da Lapa (1924);[8]
6. Igreja Presbiteriana de Vila Mariana (1942);[9]
7. Igreja Presbiteriana de Casa Verde (1949);[10]
8. Igreja Presbiteriana de Jundiaí (1951);[11]
9. Santo André (1951);
10. Vila Maria (1959);
11. Centenário (1959);
12. Vila Bonilha (1984);
13. Igreja Presbiteriana em Alphaville (1991);
14. Igreja Presbiteriana Bairro do Limão (2000);[12]
15. Vila Guilherme (2018);
16. Jardim Tranquilidade, em Guarulhos (2000);
17. Jardim Girassol, em Guarulhos (2005);
18. Esperança, em Perus;
19. Cajamar;
20. Filadélfia, em São Caetano do Sul;
21. Vila Monte Alegre;
22. Canindé;
23. Vila Pompéia;
24. Vila Brasilândia;
25. Jardim das Oliveiras;
26. Vila Espanhola;
27. Peniel;
28. Bela Vista;
29. Paranapiacaba;
30. Freguesia do Ó;
31. Jardim Ubirajara.

## Pastores e liderança
O pastor titular da IPUSP é o Reverendo Rosther Guimarães Lopes, presidente da Agência Presbiteriana de Evangelização e Comunicação (APECOM), os pastores auxiliares são o Reverendo José de Carmargo, o Reverendo Alexandre Antunes e o Reverendo Silas Palermo. A igreja conta, ainda, com um corpo de 11 presbíteros regentes e 20 diáconos em atividade.